# Elecciones estatales de Tamaulipas de 1977
Las Elecciones estatales de Tamaulipas de 1977 se llevaron a cabo el domingo 4 de diciembre de 1977 y en ellas se renovaron los siguientes cargos de elección popular en el estado mexicano de Tamaulipas:
- 43 ayuntamientos. Compuestos por un presidente municipal y regidores, electos para un período inmediato de 3 años no reelegibles de manera consecutiva.
- 14 diputados al Congreso del Estado. Electos por mayoría relativa de cada uno de los distritos electorales.

## Resultados electorales

### Ayuntamientos[1]
| Partido | Partido                              | Municipios |
| ------- | ------------------------------------ | ---------- |
|         | Partido Revolucionario Institucional | 43         |

| Municipio          | Partido | Alcalde (1978-1980)          |
| ------------------ | ------- | ---------------------------- |
| Abasolo            |         | Tomás Ortiz Ortiz            |
| Aldama             |         | Gonzalo Alemán               |
| Altamira           |         | Rogelio Rodríguez González   |
| Antiguo Morelos    |         | Benito Hernández Salas       |
| Burgos             |         | Salomón Álvarez García       |
| Bustamante         |         | Simón Mendoza Torres         |
| Camargo            |         | Pedro Haro Camacho           |
| Casas              |         | Refugio Escobedo             |
| Ciudad Madero      |         | Benito Santamaría Sánchez    |
| Cruillas           |         | Desconocido                  |
| Gómez Farías       |         | Pablo Ruíz Ruíz              |
| González           |         | Eleno Luna Hernández         |
| Güémez             |         | Isidro Medina                |
| Guerrero           |         | Alejandro García Gutiérrez   |
| Gustavo Díaz Ordaz |         | Armando Garza de la Garza    |
| Hidalgo            |         | Cipriano Maldonado           |
| Jaumave            |         | Eduardo López Mireles        |
| Jiménez            |         | Alejandro Salazar Hernández  |
| Llera              |         | Pedro Castillo Díaz          |
| Mainero            |         | Felicítas González González  |
| Mante              |         | Enrique Cano González        |
| Matamoros          |         | Antonio Cavazos Garza        |
| Méndez             |         | Francisco Leal Eguía         |
| Mier               |         | Vladimir Treviño Rodríguez   |
| Miguel Alemán      |         | Amaro Guerra Ramírez         |
| Miquihuana         |         | Catalina Rodríguez Leal      |
| Nuevo Laredo       |         | Héctor Canales Escamilla     |
| Nuevo Morelos      |         | Félix Coll Hernández         |
| Ocampo             |         | Juan Sánchez Ramírez         |
| Padilla            |         | Jesús María Saldivar Guevara |
| Palmillas          |         | Heliodoro Tinajero Valle     |
| Reynosa            |         | Ernesto Gómez Lira           |
| Río Bravo          |         | Moisés Melhem Curi           |
| San Carlos         |         | Blas Zavala Ramírez          |
| San Fernando       |         | Homero Quintanilla Martínez  |
| San Nicolás        |         | José de la Luz Terán         |
| Soto la Marina     |         | Leonardo Barrientos Garza    |
| Tampico            |         | Gerardo Gómez Castillo       |
| Tula               |         | Rodolfo Lara Gallardo        |
| Valle Hermoso      |         | Gilberto Guerra Barrera      |
| Victoria           |         | Bladimir Joch González       |
| Villagrán          |         | Pedro Torres Huerta          |
| Xicoténcatl        |         | Carlos Obregón Guerrero      |

### Diputados al Congreso
| Partido                                                              | Partido | Mayoría relativa | Total |
| -------------------------------------------------------------------- | ------- | ---------------- | ----- |
|                                                                      | PRI     | 14               | 14    |
|                                                                      | PARM    | 0                | 0     |
|                                                                      | PPS     | 0                | 0     |
|                                                                      | PAN     | 0                | 0     |
| Fuente: Legislaturas del Congreso del Estado de Tamaulipas 1920-1998 |         |                  |       |